# Kronologisk lista över Skellefteå kommuns administrativa historik

## Tidsaxel
Kronologisk lista över Skellefteå kommuns administrativa historia med viktiga årtal från att Skellefteå stad bildades 1845 fram till nutid.
- 1863: 1862 års kommunalförordningar trädde i kraft. I detta område innebar det att socknarna i området blev till landskommunerna Burträsk, Jörn, Lövånger och Skellefteå. Skellefteå stad (som fått stadsprivilegier 1848) inrättades  dock inte som stadskommun utan ingick i Landskommunen med samma namn.
- 1875: Byske landskommun bröts ut ur Skellefteå landskommun.[1]
- 1881: Skellefteå stad bröts ut ur landskommunen
- 1897: Norrböle inrättades som municipalsamhälle (i vissa avseenden) inom Skellefteå landskommun. Upphörde 1915.
- 1914: Bureå landskommun bröts ut ur Skellefteå landskommun.
- 1923: Jörn inrättades som municipalsamhälle i kommunen med samma namn. Upphörde 1958.
- 1930: Burträsk inrättades som municipalsamhälle i kommunen med samma namn. Upphörde 1961.
- 1931: Byske inrättades som municipalsamhälle i kommunen med samma namn. Upphörde 1957.
- 1934: Bureå municipalsamhälle inrättades i Bureå landskommun. Upphörde 1959.
- 1935: Sunnanå municipalsamhälle inrättades i Skellefteå landskommun. Upphörde 1959.
- 1937: Kåge municipalsamhälle inrättades i Skellefteå landskommun. Upphörde 1964.
- 1937: Lövångers municipalsamhälle inrättades i kommunen med samma namn. Upphörde 1963.
- 1937: Skelleftestrands municipalsamhälle inrättades som municipalsamhälle i Skellefteå landskommun. Upphörde 1952 när området inkorporerades i Skellefteå stad.
- 1952: Detta års riksomfattande kommunreform medförde inga omfattande förändringar i området, utom ovan nämnda inkorporering av Skelleftestrands municipalsamhälle.
- 1967: Landskommunerna Bureå, Byske, Jörn och Skellefteå gick upp i Skellefteå stad.
- 1971: Detta års kommunreform gjorde Skellefteå stad till Skellefteå kommun. Dessutom överfördes från Piteå stadsförsamling i Piteå kommun, Norrbottens län, ett obebott område med en areal av 4,62 kvadratkilometer, varav 4,32 kvadratkilometer land.[2]
- 1974: Skellefteå kommun färdigbildades genom att kommunerna Burträsk och Lövånger lades samman med Skellefteå kommun.